# Kilian Heck

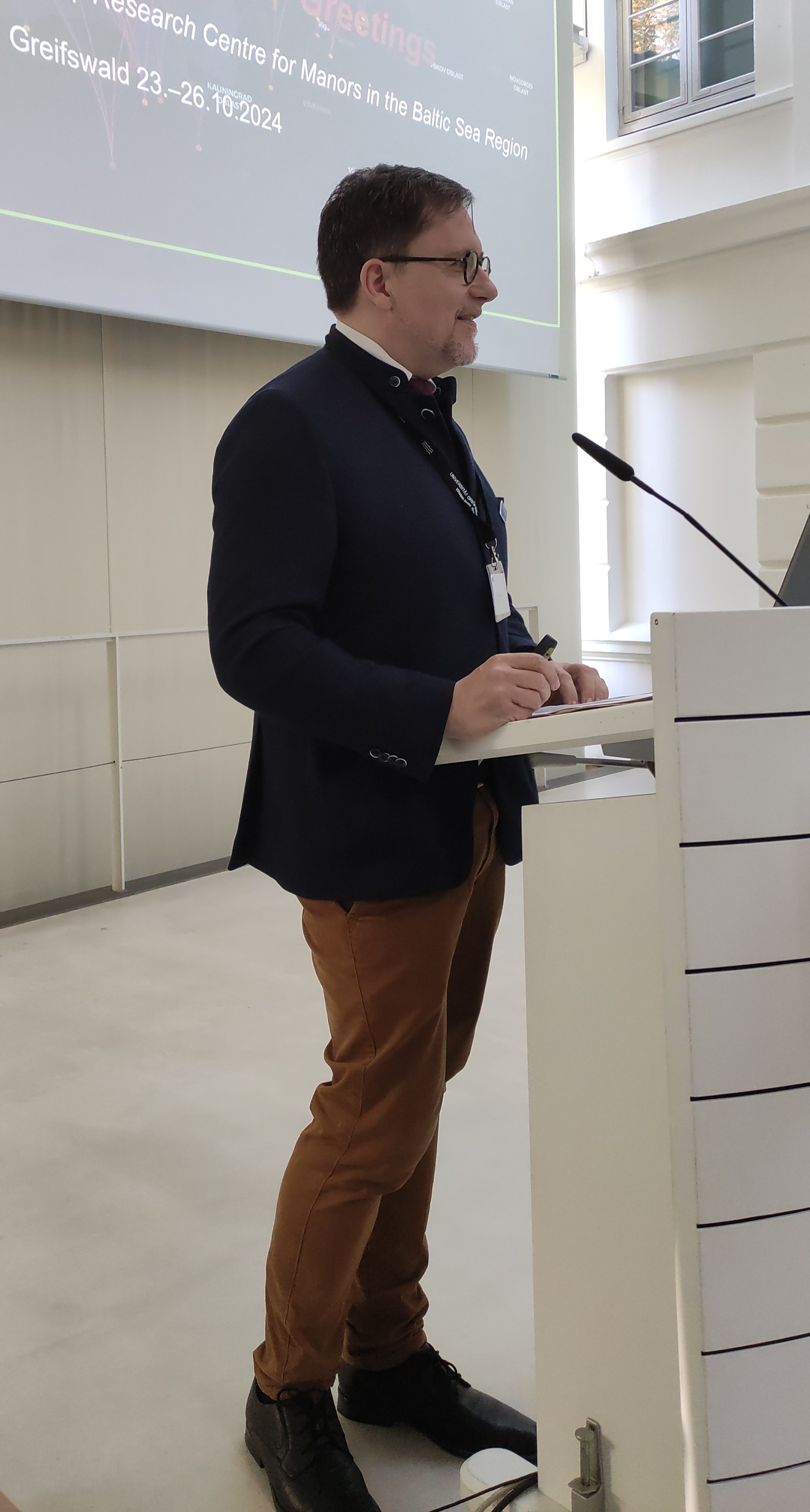
Kilian Heck bei der Abschlusskonferenz des „Herrenhauszentrums des Ostseeraums“ (2024)

Kilian Heck (* 1968 in Nassau an der Lahn) ist ein deutscher Kunsthistoriker. Heck ist ordentlicher Professor für Kunstgeschichte am Caspar-David-Friedrich-Institut der Universität Greifswald.

## Akademische Laufbahn
Kilian Heck studierte Kunstgeschichte, Geschichte und Klassische Archäologie an der Goethe-Universität in Frankfurt am Main und an der Philipps-Universität Marburg. Von 1994 bis 1997 war Heck Stipendiat am DFG-Graduiertenkolleg Politische Ikonographie in Hamburg, wo er 1997 auch promovierte. Mit seiner Dissertation mit dem Titel „Genealogie als Monument und Argument“ brachte Heck aktuelle Fragestellungen in die Forschung zu der lange von der Kunstgeschichte vernachlässigten Funktion von Wappen als politische Bedeutungsträger ein. Hecks Studie überschritt den gewohnten Horizont kunsthistorischer Arbeiten und wurde daher vielfach in weiterführende Forschungen einbezogen. Von 1997 bis 1999 war Heck Postdoktorand am Max-Planck-Institut für Wissenschaftsgeschichte in Berlin, ab 1999 Wissenschaftlicher Assistent am Kunsthistorischen Institut der Universität Heidelberg und von 2002 bis 2008 Wissenschaftlicher Assistent am  Kunstgeschichtlichen Institut der Goethe-Universität Frankfurt am Main. Ab 2005 habilitierte sich Heck mit seinen Forschungen und Publikationen zum Werk des Malers Carl Blechen. Nach seiner Habilitation 2009/10 übernahm Heck in Vertretung den Lehrstuhl für Kunstgeschichte an der Universität Jena. Seit 2011 hat er den Lehrstuhl für Allgemeine Kunstgeschichte an der Universität Greifswald am dort untergebrachten Caspar-David-Friedrich-Institut inne. Seit dem Jahr 2013 (Wiederwahl 2017) bis 2022 war Heck Erster Vorsitzender des Verbandes Deutscher Kunsthistoriker e. V.

## Forschung
Im Rahmen seiner Dissertation erforschte Heck die visuelle Symbolik von Wappen, die zur dynastischen Legitimation von Herrschaft benutzt wurden und den Wunsch des europäischen Hochadels nach eigener Altehrwürdigkeit zum Ausdruck bringen. Nachdem er sich hiernach überwiegend mit Beziehungen von Kunst und Naturwissenschaften im 19. Jahrhundert beschäftigt hatte, liegen seine Forschungsschwerpunkte seit seiner Professur in Greifswald in der deutschen Sepulkralskulptur und der deutschen Hofkunst des 15. bis 17. Jahrhunderts, der politischen Ikonographie der Frühen Neuzeit und der Schlossarchitektur des 18. Jahrhunderts. Im Rahmen seiner Restitutions- und Provenienzforschung beschäftigt sich Heck mit der Geschichte der Herkunft von Gemälden. Sein besonderes Interesse gilt auch der Kunstsammlung des Freiherrn vom Stein und den Werken des Landschaftsmalers Carl Blechen. Zudem gehört die kunstwissenschaftliche Betrachtung von Landschaftsgärten, besonders des Dessau-Wörlitzer Gartenreichs, zu seinen Schwerpunkten.

## Öffentliches Wirken und politisches Engagement
Am 22. März 2013 wurde Heck zum Ersten Vorsitzenden des Deutschen Kunsthistorikerverbandes gewählt und eröffnete in dieser Funktion 2015 den 33. Deutschen Kunsthistorikertag. 2017 wurde er auf dem 34. Deutschen Kunsthistorikertag in Dresden wiedergewählt. Die Amtsperiode endete 2022. Heck beteiligte sich nach seiner Wahl vermehrt an öffentlichen Diskursen. So setzt sich Heck für die Renovierung des Schlosses in Steinort ein. Als Fachmann für Landschaftsgärten und die naturräumliche Gestaltung und Mitglied des Deutschen Nationalkomitees für Denkmalschutz setzte sich Heck gegen die übertriebene Aufstellung von Windrädern ein und fordert mehr Einsatz der Politik bei der Bewahrung des Landschaftsbildes. Seit März 2022 beschäftigt sich Heck intensiv mit der Kulturguthilfe und Kunstrettung in der Ukraine. Er ist unter anderem Stellvertretender Vorsitzender des Ukraine Art Aid Center.

## Mitgliedschaften
- Deutsches Nationalkomitee für Denkmalschutz[8]
- Verband Deutscher Kunsthistoriker e. V. (Als Erster Vorsitzender von 2013–2022)
- Caspar-David-Friedrich-Gesellschaft (Stellv. Vorsitzender bis 2024)
- Ukraine Art Aid Center (Stellv. Vorsitzender seit 2024)

## Bibliographie
- Kilian Heck: Carl Blechen und die Bausteine einer neuen Kunst. Reimer-Verlag, Berlin 2024, ISBN 978-3-496-01654-0
- Kilian Heck, Aleksandra Lipińska (Hrsg.): Als der Krieg kam … / When the war came …: Neue Beiträge zur Kunst in der Ukraine / New studies into art in Ukraine, Heidelberg: arthistoricum.net-ART-Books, 2023, doi:10.11588/arthistoricum.1227
- Kilian Heck, Beate Gohrenz (Hrsg.): Vergewisserung. Zur Rezeptionsgeschichte der Werke Carl Blechens. Lukas Verlag, Berlin 2018, ISBN 978-3-86732-288-1.
- Kilian Heck, Sabine Bock, Jana Olschewski (Hrsg.): Schlösser und Herrenhäuser der Ostseeregion. Castles and Manor Houses in the Baltic Sea Region. Bausteine einer europäischen Kulturlandschaft. Components of an European Cultural Heritage. Thomas Helms Verlag, Schwerin 2017, ISBN 978-3-944033-24-2.
- Kilian Heck: Essay zu Schloss Steinort. In: Antje Vollmer: Doppelleben: Heinrich und Gottliebe von Lehndorff im Widerstand gegen Hitler und von Ribbentrop. 2010.
- Kilian Heck: Essay zu Carl Blechen. In: Rosa von der Schulenburg (Hrsg.): Carl Blechen. Mit Licht gezeichnet. Das Amalfi-Skizzenbuch aus der Kunstsammlung der Akademie der Künste, Berlin. Eine Ausstellung in Zusammenarbeit mit der Hamburger Kunsthalle, der Nationalgalerie, Staatliche Museen zu Berlin, und der Casa di Goethe, Rom. Berlin, Akademie der Künste, (2009).
- Kilian Heck, Christian Thielemann (Hrsg.): Friedrichstein. Das Schloss der Grafen von Dönhoff in Ostpreußen. Deutscher Kunstverlag, München und Berlin 2006, ISBN 3-422-07361-2 (2019 (Erweiterte Neuauflage)).
- Kilian Heck: Die Bezüglichkeit der Kunst zum Leben. Franz Kugler und das erste akademische Lehrprogramm der Kunstgeschichte. In: Ingo Herklotz und Marcus Kiefer (Hrsg.): Marburger Jahrbuch für Kunstwissenschaft 32, 2005.
- Kilian Heck: Genealogie als Monument und Argument. Der Beitrag dynastischer Wappen zur politischen Raumbildung der Neuzeit. Deutscher Kunstverlag, München 2002.
- Kilian Heck: Das Fundament der Machtbehauptung. Ahnentafel als genealogische Grundstruktur der Neuzeit. In: Sigrid Weigel (Hrsg.): Genealogie und Genetik. Schnittstellen zwischen Biologie und Kulturgeschichte. Akademie Verlag, Berlin, 2002.
- Kilian Heck: Grabmonumente und soziale Raumbildung. Dietrich von Fürstenberg und die Grabdenkmale des Domkapitels im Paderborner Dom. In: Beyer, Andreas, Ulrich Schütte und Lutz Unbehaun (Red.): Bildnis, Fürst und Territorium. Thüringer Landesmuseum. Rudolstädter Forschungen zur Residenzkultur Band 2., Berlin, München: Deutscher Kunstverlag, 2001.
- Kilian Heck und Cornelia Jöchner: Kemp-Reader: Ausgewählte Schriften von Wolfgang Kemp anlässlich dessen 60. Geburtstags.
- Kilian Heck und Bernhard Jahn: Genealogie als Denkform in Mittelalter und Früher Neuzeit, Sammlung Metzler, 2000.
- Kilian Heck: Ahnentafel und Stammbaum. Zwei genealogische Modelle und ihre mnemotechnische Aufrüstung bei frühneuzeitlichen Dynastien. In: Jörg Jochen Berns / Wolfgang Neuber (Hrsg.): Seelenmaschinen. Gattungstraditionen, Funktionen und Leistungsgrenzen der Mnemotechniken vom späten Mittelalter bis zum Beginn der Moderne (Frühneuzeit-Studien Neue Folge 2), Wien u. a. 2000.